# Panorpodidae
Panorpodidae är en familj av näbbsländor. Panorpodidae ingår i ordningen näbbsländor, klassen egentliga insekter, fylumet leddjur och riket djur. Enligt Catalogue of Life omfattar familjen Panorpodidae 14 arter. 
Kladogram enligt Catalogue of Life:
| Panorpodidae | \| \| Brachypanorpa \| \| \| \| \| \| Panorpodes \| \| \| \| |
|              | \| \| Brachypanorpa \| \| \| \| \| \| Panorpodes \| \| \| \| |
|              | Apteropanorpidae                                             |
|              |                                                              |
|              | Bittacidae                                                   |
|              |                                                              |
|              | snösländor                                                   |
|              |                                                              |
|              | Choristidae                                                  |
|              |                                                              |
|              | Eomeropidae                                                  |
|              |                                                              |
|              | Meropeidae                                                   |
|              |                                                              |
|              | Nannochoristidae                                             |
|              |                                                              |
|              | skorpionsländor                                              |
|              |                                                              |
|              | Brachypanorpa                                                |
|              |                                                              |
|              | Panorpodes                                                   |
|              |                                                              |

|  | Brachypanorpa |
|  |               |
|  | Panorpodes    |
|  |               |